# (13248) Fornasier
(13248) Fornasier est un astéroïde de la ceinture principale.

## Description
(13248) Fornasier est un astéroïde de la ceinture principale. Il fut découvert le 24 juin 1998 à la station Anderson Mesa par le programme LONEOS. Il présente une orbite caractérisée par un demi-grand axe de 2,77 UA, une excentricité de 0,22 et une inclinaison de 3,1° par rapport à l'écliptique.

## Compléments